# Challenger de Liberec
El Svijany Open es un torneo de tenis celebrado en Liberec, República Checa, desde 2013. El evento forma parte del ATP Challenger Tour y se juega en canchas de tierra batida.

## Finales anteriores

### Individuales
| Año  | Campeón          | Finalista           | Resultado       |
| ---- | ---------------- | ------------------- | --------------- |
| 2021 | Alex Molčan      | Tomáš Macháč        | 6–0, 6–1        |
| 2020 | No celebrado     | No celebrado        | No celebrado    |
| 2019 | Nikola Milojević | Rogério Dutra Silva | 6–3, 3–6, 6–4   |
| 2018 | Andrej Martin    | Pedro Sousa         | 6–1, 6–2        |
| 2017 | Pedro Sousa      | Guilherme Clezar    | 6–4, 5–7, 6–2   |
| 2016 | Arthur De Greef  | Steve Darcis        | 7–64, 6–3       |
| 2015 | Tobias Kamke     | Andrej Martin       | 7–66, 6–4       |
| 2014 | Andrej Martin    | Horacio Zeballos    | 1-6, 6-1, 6-4   |
| 2013 | Jiří Veselý      | Federico Delbonis   | 62-7, 7-67, 6-4 |

### Dobles
| Año  | Campeones                             | Finalistas                          | Resultado           |
| ---- | ------------------------------------- | ----------------------------------- | ------------------- |
| 2021 | Roman Jebavý Igor Zelenay             | Geoffrey Blancaneaux Maxime Janvier | 6–2, 6–7(6), [10–5] |
| 2020 | No celebrado                          | No celebrado                        | No celebrado        |
| 2019 | Jonáš Forejtek Michael Vrbenský       | Nikola Čačić Antonio Šančić         | 6–4, 6–3            |
| 2018 | Sander Gillé Joran Vliegen            | Filip Polášek Patrik Rikl           | 6–3, 6–4            |
| 2017 | Laurynas Grigelis Zdeněk Kolář        | Tomasz Bednarek David Pel           | 6–3, 6–4            |
| 2016 | Jonathan Eysseric André Ghem          | Ariel Behar Dino Marcan             | 6–0, 6–4            |
| 2015 | Andrej Martin Hans Podlipnik-Castillo | Wesley Koolhof Matwé Middelkoop     | 7–5, 6–73, [10–5]   |
| 2014 | Roman Jebavý Jaroslav Pospíšil        | Rubén Gonzales Sean Thornley        | 6-4, 6-3            |
| 2013 | Rameez Junaid Tim Puetz               | Colin Ebelthite Hsin-Han Lee        | 6-0, 6-2            |